# Daria Bertolani Marchetti
Daria Bertolani Marchetti (Módena, 24 de enero de 1919-17 de mayo de 1994) fue una botánica italiana. En 1940, se graduó con honores en Ciencias naturales, con sólo veintiún años. En 1941 se casó con su compañero de estudios y después colega Mario Bertolani, utilizando siempre su apellido. Con él participó en la Resistenza, desarrollando el rol de estafeta partisana, y por su heroísmo fue condecorada con la croce al merito di guerra.
Durante la reconstrucción posbélica, colaboró en varias actividades asistenciales del Municipio de Formigine. Fue concejala en 1961.
En 1951, inició la carrera académica, obteniendo resultados de prestigio en varias Universidades, afirmándose particularmente en la palinología.
Fue miembro de varias Academias italianas y extrajeras, como en 1982, de la Academia Nacional de Ciencias, Letras y Artes de Módena.
Murió en Módena, en 1994. Al año siguiente, la Comuna de Formigine le dedicó una lápida conmemorativa en el Parque de la Resistencia, sobre el frente norte de la Villa Gandini Aggazzotti, y le dio su nombre a la Biblioteca Comunal, a lo que ella había dejado un fondo de reserva para los temas gastronómicos.

## Obra

### Actividades didácticas
Durante una década fue profesora en la escuela primaria y superior, sin abandonar la investigación científica. En 1951, logró la elegibilidad en el concurso de profesorado adjunto de Botánica en la Universidad de Parma. Y en 1956 consiguió la libre docencia en Geobotánica, confirmada en 1959. Dictó conferencias en diversos cursos en Universidades, en el campo botánico de Parma, Florencia, Pisa.
En 1971 ganó el concurso para la cátedra de botánica de la Universidad de Bolonia y después en el trienio fue promovida a profesora ordinaria. En 1981 finalmente fue llamada a la Universidad de Módena, donde también dirigió el Instituto y Huerto Botánico.

### Actividades científicas
En 1947, comenzó el estudio de los entornos de la población de plantas salinas de la llanura padana para el "Centro de Estudios de la Flora y Vegetación italiano"" del Consiglio Nazionale delle Ricerche (CNR). En los años cincuenta estudió plantas y vegetación de la Valsesia y al mismo tiempo, comenzó sus estudios palinológicos, que caracterizó su carrera. En los años setenta comenzó a firmar publicaciones junto con los estudiantes, un signo del grupo de investigación que se estaba formando en la Universidad de Bolonia alrededor de la palinología y luego continuó en la enseñanza en la Universidad de Módena. Sus estudios examinaban ese tema desde diversos ambientes de las regiones de Italia, y también de Alemania, Polonia, Francia. Colaboró y condujo varios grupos de trabajo en unidades de investigaciones palinológicas. Se destacó por su originalidad, su contribución relativa a las eras Messiniense y Plio-Pleistocénico. La gran curiosidad científica de D. Bertolani Marchetti empujó a mirar las aplicaciones de la palinología en arqueología, climatología, geología, espeleología, medicina legal, criminología e incluso la sindonología.
Daria Bertolani Marchetti, entre los años ochenta y los noventa aplicó a sus estudios polínicos en el debate sobre la datación del sagrado Sudario de Turín.

### Grupo de cursos y palinología
Por su iniciativa se creó en 1967 el Grupo de Trabajo para la Palinología de la Sociedad Botánica Italiana, contando con la afiliación del International Council of Palinology coordinándolo hasta su muerte. Con ese grupo, organizó en Módena Cursos Nacionales de Palinología anuales o bienales, reuniendo a un número de italianos en palinología.

### El Instituto y Huerto Botánico de Modena y el Herbario Modenese
En 1981 y en sus últimos trece años, dirigió el Instituto, dando prioridad al Jardín botánico y al Herbario, que reproyectó y reorganizó. El Orto Botanico Modenese, instituido por el duque de Módena Francisco III de Módena, concebido como instrumento de comunicación permanente entre la investigación universitaria y la ciudadanía. Por lo tanto, activó y potenció las actividades de investigación, museales, históricas y expositivas.

### Algunas publicaciones
La lista de sus doscientas quince publicaciones aparecen en el volumen dedicado a ella en 1998, que también las evalúa.

Cruz al mérito de guerra, por su participación en la Resistencia, con el rol de estafeta partisana

## Eponimia
- (Adiantaceae) Cheilanthes × marchettiana Rasbach, Reichst. & Schneller[12]
- (Combretaceae) Combretum marchettii Chiov.</ref> Atti R. Accad. Ital. Mem. Cl. Sc. Fis. etc. xi. (Pl. Nov. Aethiop.) 31 1940 (IK)</ref>